# Nareznica
Nareznica je alat za ručno i strojno rezanje navoja manjih promjera.
Okrugle nareznice služe za ručno i strojno rezanje navoja manjih promjera, a navoj se izrađuje u jednom prolazu. Okrugle nareznice mogu biti zatvorene i otvorene. Držači nareznica služe za pridržavanje i smještaj nareznice. 
Kvadratne nareznice imaju čeljusti koje se mogu pomicati, jer su dvodijelne, pa se potpuno mogu rezati i navoji većih promjera.
Glave za ručno rezanje navoja imaju primjenu kod rezanja navoja na vodovodnim cijevima. 

## Postupak rada
Prije početka rada treba provjeriti ispravnost reznog alata. Zatim:
- nareznicu treba pravilno stegnuti u držač i pritegnuti vijcima;
- predmet obrade ili obradak treba prethodno obraditi, skošenjem na vrhu, čime je omogućeno postavljanje nareznice okomito i pravilno rezanje navoja;
- tijelo vijka mora biti okomito stegnuto u škripcu, čvrsto i sigurno, a nareznica postavljena okomito na tijelo vijka;
- držač nareznice treba okretati ravnomjerno i pravilno, a nakon poluokreta prema smjeru rezanja, nareznica se nešto vraća u suprotnom smjeru da bi se strugotina slomila;
- da bi se dobio čist i gladak profil koriste se sredstva za podmazivanje;
- navoj se kontrolira kontrolnim češaljom za navoj.[1]

## Poveznice
- Ureznica
- Navoj